# Dragoș Iancu
Dragoș Petru Iancu (Huedin, 29 settembre 2002) è un calciatore rumeno, centrocampista dell'Hermannstadt.

## Carriera

### Club
Cresciuto nel settore giovanile del Gaz Metan Mediaș, debutta in prima squadra il 2 aprile 2021, in occasione dell'incontro di Liga I pareggiato per 0-0 contro l'Astra Giurgiu. Nel 2022 viene acquistato dall'Hermannstadt.

### Nazionale
Nel 2022 ha giocato una partita con la nazionale rumena Under-20.

## Statistiche

### Presenze e reti nei club
Statistiche aggiornate al 21 dicembre 2022.
| Stagione                | Squadra                 | Campionato              | Campionato | Campionato | Coppe nazionali | Coppe nazionali | Coppe nazionali | Coppe continentali | Coppe continentali | Coppe continentali | Altre coppe | Altre coppe | Altre coppe | Totale | Totale |
| Stagione                | Squadra                 | Comp                    | Pres       | Reti       | Comp            | Pres            | Reti            | Comp               | Pres               | Reti               | Comp        | Pres        | Reti        | Pres   | Reti   |
| ----------------------- | ----------------------- | ----------------------- | ---------- | ---------- | --------------- | --------------- | --------------- | ------------------ | ------------------ | ------------------ | ----------- | ----------- | ----------- | ------ | ------ |
| 2020-2021               | Gaz Metan Mediaș        | L1                      | 1          | 0          | CR              | -               | -               |                    | -                  | -                  |             | -           | -           | 1      | 0      |
| 2021-2022               | Gaz Metan Mediaș        | L1                      | 13+9       | 0+1        | CR              | 1               | 0               |                    | -                  | -                  |             | -           | -           | 23     | 1      |
| Totale Gaz Metan Mediaș | Totale Gaz Metan Mediaș | Totale Gaz Metan Mediaș | 14+9       | 0+1        |                 | 1               | 0               |                    | -                  | -                  |             | -           | -           | 24     | 1      |
| 2022-2023               | Hermannstadt            | L1                      | 8          | 0          | CR              | 3               | 2               |                    | -                  | -                  |             | -           | -           | 11     | 2      |
| Totale carriera         | Totale carriera         | Totale carriera         | 31         | 1          |                 | 4               | 2               |                    | -                  | -                  |             | -           | -           | 35     | 3      |